# Базум
Базум — село в Лорийской области Армении, в 3 км к северо-западу от областного центра, на южном склоне Базумского хребта.
Предки происходили из Иджевана и Егварда. Население занимается скотоводством, овощеводством, полевыми работами и садоводством. В селе 14 памятников истории и культуры.
В селе есть недавно построенная средняя школа, в которой учится 166 учеников.

## Население
Изменение населения Базума:
| Год           | 1873 | 1897 | 1926 | 1939 | 1959 | 1970 | 1979 | 1989 | 2001 | 2004 |
| Число жителей | 232  | 452  | 636  | 803  | 691  | 638  | 887  | 778  | 1285 | 984  |

## Климат
Район преимущественно горный, малопочвенный, климат очень изменчивый, не избавлен от града и селей, часты засушливые годы, что наносит большой ущерб сельскохозяйственному производству.

## Экономика

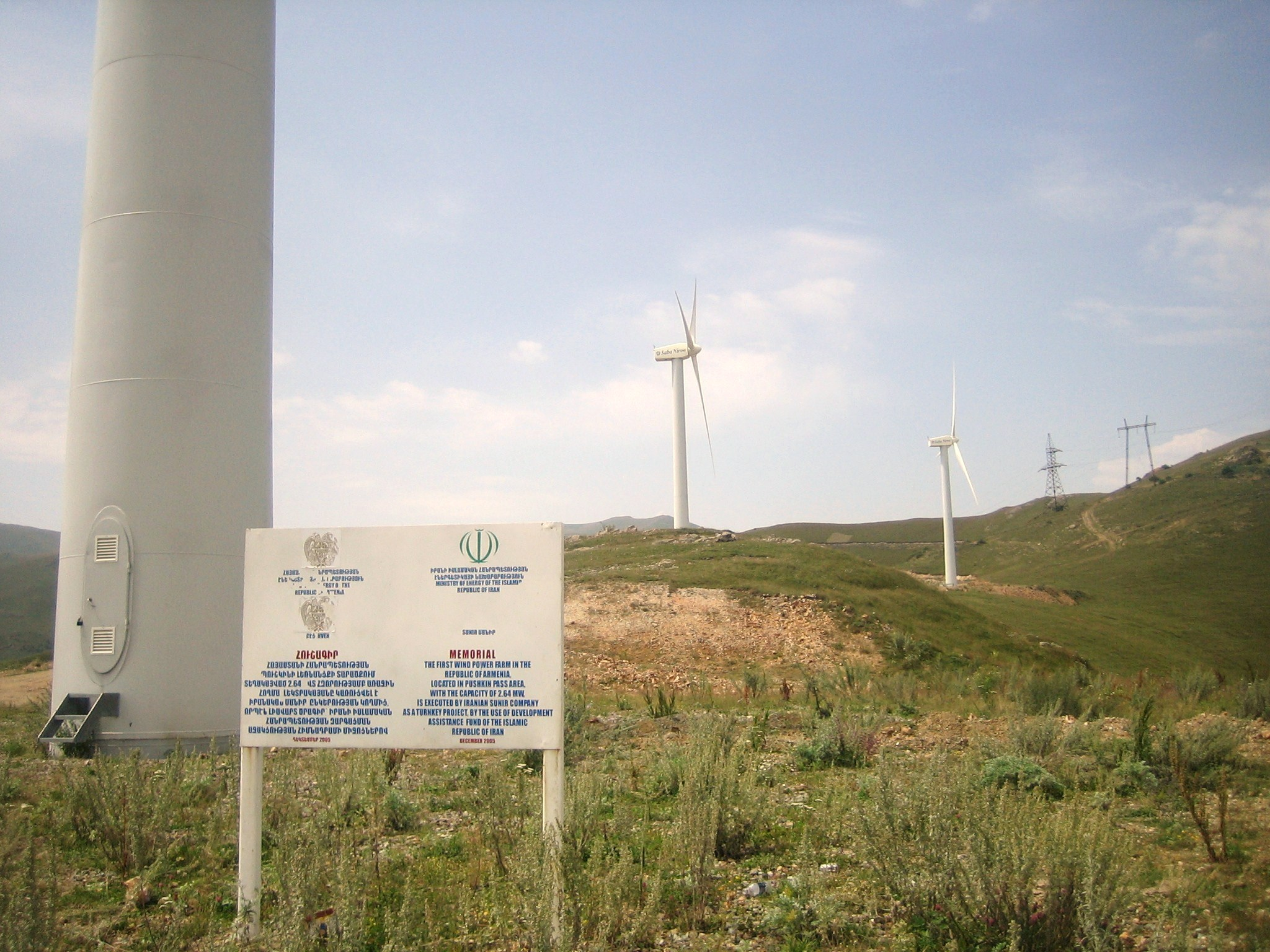
Пушкинский перевал

Река Чалар, протекающая через село и берущая начало с Пушкинского перевала, орошает около 40 % пашни села. Деревня в основном занимается земледелием и животноводством. Из-за нехватки поливной воды общине сложно организовать производство сельскохозяйственной продукции. В основном они занимаются производством картофеля, капусты и других овощных культур.
В селе имеется 1 церковь, построенная в 12-13 вв. В 1-2 км к северо-востоку от села находится Бердатех с руинами замка. В селе 4 кладбища, 2 надгробия, маслобойня, мавзолей и поселение 2-1 тысячеликий. В центре установлен мемориал-фонтан, посвященный жертвам Великой Отечественной войны .